# Мелиса Милер
Мелиса Милер (Беч, 1967) аустријска је новинарка и ауторка. По завршетку основног и средњег школовања у Бечу, преселила се у Лондону како би радила као новинарка. Убрзо се вратила у родну Аустрију, у којој је уписала студије германистике. По завршетку студија, почела је да ради за разне часописе немачког говорног подручја.

## Каријера
Почетком деведесетих година 20. века, Милерова је одлучила да напише Das Mädchen Anne Frank, књигу о Ани Франк, у којој неће само помињати оно што се може већ закључити из дневника, већ такође и истраживати дешавања током датума незабележених у Анином дневнику. Издала ју је 1998.
Мелиса свој рад представља кроз посете школа немачког говорног подручја и образовања ученика на ову тему. Новинари је називају јединим биографом Ане Франк. Приликом једног од оваквих предавања, она је изјавила да податке скупља од 1990. Интервјуисала је историчаре, архивисте и сведоке догађаја. Сем кроз Европу, путовала је и у Сједињене Америчке Државе и Израел, све у жељи да попуни рупе из Дневника Ане Франк и осталих историјских извора из овог периода. Њене књиге преведене су на преко двадесет језика.
Сем Аном Франк, бави се уопштено Трећим рајхом. Током истраживања, упознала је Траудл Јунге, бившу приватну секретарицу Адолфа Хитлера, а познанство је прерасло у мемоаре Bis zur letzten Stunde и познатији немачко-аустријски историјски филм Der Untergang. На основу њене књиге о Ани Франк настао је амерички серијал Anne Frank: The Whole Story. У сарадњи са Рајнхардом Пјехоцким написала је књигу Ein Garten Eden inmitten der Hölle о чехословачкој пијанисткињи јеврејског порекла Алис Херц-Зомер. Исечке из филма, као и одређење пасусе из својих књига Милерова приказује и чита на својим предавањима.

## Књиге
Аутор
- Campus, Frankfurt am Main. Müller, Melissa (1997). Die kleinen Könige der Warenwelt. Kinder im Visier der Werbung. Campus-Verlag. ISBN 978-3-593-35679-2..
- Claassen. Müller, Melissa (1998). Das Mädchen Anne Frank. München. ISBN 978-3-546-00151-9..
- Kiepenheuer und Witsch, Köln. Czernin, Monika; Müller, Melissa (2001). Picassos Friseur. Kiepenheuer und Witsch. ISBN 978-3-462-02980-2..
- Claassen. Junge, Gertraud; Müller, Melissa (2002). Bis zur letzten Stunde. Hitlers Sekretärin erzählt ihr Leben. München. ISBN 978-3-546-00311-7..
- zus. mit Reinhard Piechocki, Droemer. Müller, Melissa; Piechocki, Reinhard (2006). Ein Garten Eden inmitten der Hölle. München. ISBN 978-3-426-27389-0..

Коаутор
- M. M, Monika Tatzkow u. a. Verlorene Bilder, verlorene Leben - Jüdische Sammler und was aus ihren Kunstwerken wurde. ISBN 978-3-938045-30-5.. Elisabeth-Sandmann-Verlag, München, 2008, 256 Seiten. .

Уредник
- Müller, Melissa (1994). Zwei Spuren im Schnee. Wien: Brandstätter. ISBN 978-3-85447-499-9..
- Müller, Melissa (1994). Das Paradies der Erde. Wien: Brandstätter. ISBN 978-3-85447-538-5..
- Müller, Melissa (1995). Zum neunzehnten Loch. Wien: Brandstätter. ISBN 978-3-85447-559-0..
- Müller, Melissa (1995). Vom blauen Dunst. Wien: Brandstätter. ISBN 978-3-85447-560-6..
- Müller, Melissa (1995). Bitte recht freundlich!. Wien: Brandstätter. ISBN 978-3-85447-561-3..
- Müller, Melissa (1995). Lust aufs Zweitbuch. Wien: Brandstätter. ISBN 978-3-85447-581-1..
- Müller, Melissa (1995). Up up and away!. Wien: Brandstätter. ISBN 978-3-85447-594-1..